# Stylaster gemmascens
Stylaster gemmascens is een hydroïdpoliep uit de familie Stylasteridae. De poliep komt uit het geslacht Stylaster. Stylaster gemmascens werd in 1794 voor het eerst wetenschappelijk beschreven door Esper. 